# Katharina Ursula von Hohenzollern-Hechingen
Katharina Ursula von Hohenzollern-Hechingen (* 1610; † 2. Juni 1640 in Baden-Baden) war die erste Ehefrau des Markgrafen Wilhelm von Baden-Baden.
Katharina Ursula von Hohenzollern-Hechingen ist die Tochter von Johann Georg von Hohenzollern-Hechingen und der Franziska von Salm-Neufville. Sie heiratete den Markgrafen Wilhelm am 13. Oktober 1624.
Aus dieser Ehe gingen folgende Kinder hervor:
- Ferdinand Maximilian (* 23. September 1625 in Baden-Baden; † 4. November 1669 in Heidelberg), Erbprinz von Baden-Baden
- Leopold Wilhelm (* 16. September 1626; † 1. März 1671 in Baden-Baden), Reichsgeneralfeldmarschall
- Philipp Siegmund (* 25. August 1627; † 1647, gefallen)
- Wilhelm Christoph (* 12. Oktober 1628 in Baden-Baden; † 25. August 1652)
- Hermann (* 12. Oktober 1628 Baden-Baden; † 2. Oktober 1691)
- Bernhard (* 22. Oktober 1629; † 1648 in Rom)
- Franz (*/† 1637)
- Isabella Eugenie Klara (* 14. November 1630; † 1632)
- Katharina Franziska Henriette (* 19. November 1631; † August 1691 in Besançon)
- Claudia (* 15. Mai 1633)
- Henriette (* 12. Juli 1634)
- Anna (* 12. Juli 1634; † 31. März 1708 in Baden-Baden)
- Maria (*/† 1636)
- Maria Juliane (*/† 1638)